# Jobst II. (Schaumburg)
Jobst II. von Holstein-Schauenburg (* 1520; † 1581) war ab 1557 Herr von Gemen. 
Er wurde als zweitjüngster Sohn von Jobst I. von Holstein-Schauenburg und Gräfin Maria von Nassau-Dietz (1491–1547) geboren. 
Jobst II. erhielt bei einem Erbausgleich mit seinem Bruder Otto, der seit 1544 regierender Graf war, die Herrschaft Gemen, die über seine Großmutter Kordula von Gemen in die Familie gekommen war, und regierte diese von 1557 bis 1581. Er war der Begründer der Gemener Linie des Hauses Schauenburg. Diese regierte die Gesamtgrafschaft dann noch unter seinen Enkeln Jobst Hermann von Holstein-Schaumburg und Otto V. von Schaumburg.

## Ehe und Kinder
Er heiratete 1561 Elisabeth von Pallandt († 1606), mit der er folgende Kinder hatte.
- Heinrich V., (* um 1566; † 15. Oktober 1597) regierender Herr von und zu Ge(h)men 1581 - 1597 ⚭ 4. August 1592 Gräfin Mechthild von Limburg-Stirum (* 18. August 1561; † 24. August 1622), Tochter von Hermann Georg (1540–1574), Regentin von Ge(h)men 1597 - 1614
- Hans Otto (* 11. Februar 1572; † 30. November 1618)
- Jobst
- Hermann (* 15. September 1575; † 15. Dezember 1634)  ⚭ 26. Februar 1609 Katharina Sophie von Braunschweig-Harburg (* 6. Mai 1577; † 18. September 1665), Tochter von Otto II.
- Georg Hermann (* 12. April 1577; † 21. Dezember 1616) ⚭ 12. September 1612 Gräfin Elisabeth zur Lippe (* 9. Juli 1592; † 16. Juni 1646), Tochter von Simon VI.